# Gärtsjön
Gärtsjön är en sjö i Finspångs kommun i Östergötland och ingår i Motala ströms huvudavrinningsområde. Sjön har en area på 0,659 kvadratkilometer och ligger 51,8 meter över havet. Sjön avvattnas av vattendraget Nygårdsån.

## Delavrinningsområde
Gärtsjön ingår i det delavrinningsområde (650683-148844) som SMHI kallar för Mynnar i Sätraån. Medelhöjden är 77 meter över havet och ytan är 62,01 kvadratkilometer. Det finns inga avrinningsområden uppströms utan avrinningsområdet är högsta punkten. Nygårdsån som avvattnar avrinningsområdet har biflödesordning 4, vilket innebär att vattnet flödar genom totalt 4 vattendrag innan det når havet efter 60 kilometer. Avrinningsområdet består mestadels av skog (81 procent). Avrinningsområdet har 2,39 kvadratkilometer vattenytor vilket ger det en sjöprocent på 3,8 procent.